# ایمانلی
ایمانلی (به ترکی آذربایجانی: İmanlı) یک منطقه مسکونی در جمهوری آذربایجان است که در شهرستان ماساللی واقع شده‌است. ایمانلی ۲۱۳ نفر جمعیت دارد.